# Juan Antonio Flores Santana

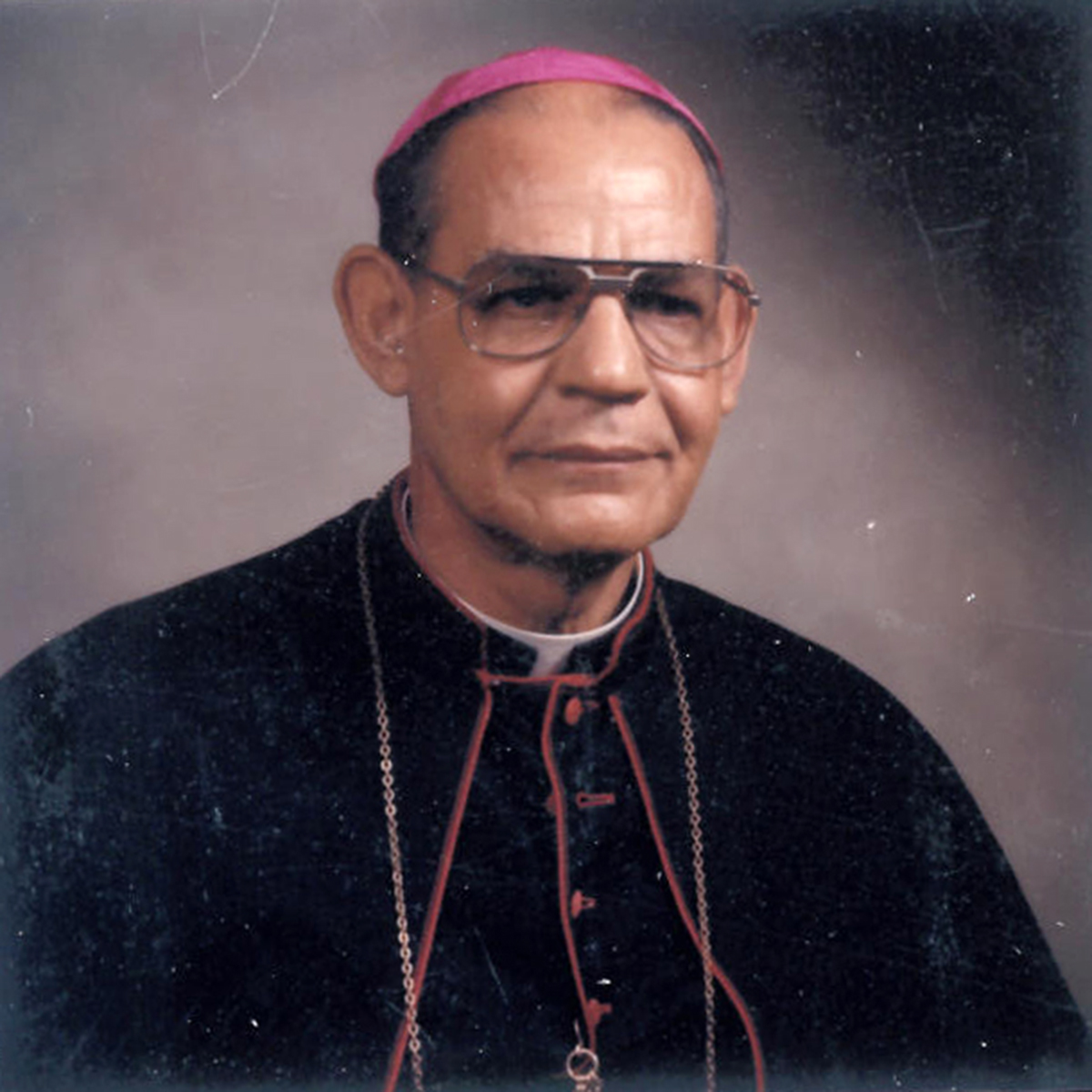
Juan Antonio Flores Santana

Juan Antonio Flores Santana (* 3. Juli 1927 in Bocas de Licey-Tamboril; † 9. November 2014 in Santiago de los Caballeros) war Erzbischof von Santiago de los Caballeros.

## Leben
Juan Antonio Flores Santana, aus einer Familie mit zehn Kindern stammend, trat mit 14 Jahren in das von Jesuiten geführte Kleine Seminar (Seminario Menor Padre Fantino Falco) in Santo Cerro ein. Von 1947 an studierte er am Thomas-von-Aquin-Seminar in Santo Domingo Philosophie und Theologie. An der Päpstlichen Universität Comillas in Santander, Spanien, studierte er Dogmatik. In Santander wurde er am 21. Dezember 1952 zum Diakon geweiht und empfing dort auch am 12. Juli 1953 durch Pablo Gúrpide Beope die Priesterweihe. Der Erzbischof von Santo Domingo, Octavio Antonio Beras, ermöglichte ihm 1954 ein Promotionsstudium In utroque iure (Doktor beider Rechte, Doctor iuris utriusque, Dr. iur. utr.) an der römischen Lateranuniversität, die er 1958 an der Comillas beendete. Parallel engagierte er sich im Bistum Santiago de los Caballeros als Pro-Kanzler, Leiter des Kirchengerichts und in der Seelsorge. Er war ab 1958 als Kanzler der Diözese, Präsident und Richter des Kirchengerichts und in der Seelsorge in Pueblo Nuevo, Santiago de los Caballeros, tätig. Von 1963 bis 1966 war er Leiter des Kleinen Seminars St. Pius X und Pfarrer von Licey al Medio. 1962 wurde er Professor und Vizepräsident an der Päpstlichen Katholischen Universität „Mater et Magistra“ in Santiago de los Caballeros
Papst Paul VI. ernannte ihn am 24. April 1966 zum Bischof von La Vega. Der Weihbischof in Nuestra Señora de la Altagracia en Higüey, Hugo Eduardo Polanco Brito, spendete ihm am 12. Juni desselben Jahres die Bischofsweihe; Mitkonsekratoren waren Tomás Francisco Reilly CSsR, Prälat von San Juan de la Maguana, und Juan Félix Pepén y Solimán, Bischof von Nuestra Señora de la Altagracia en Higüey.
Am 13. Juli 1992 wurde er von Papst Johannes Paul II. zum Bischof von Santiago de los Caballeros ernannt. Mit der Erhebung zum Erzbistum am 14. Februar 1994 wurde als erster Erzbischof von Santiago de los Caballeros eingesetzt. Am 16. Juli 2003 nahm Papst Johannes Paul II. seinen altersbedingten Rücktritt an.